# محمد بن يونس الحميدي
محمد بن يونس بن راضي بن شُويهِي الظويهري الحميدي الربعي النجفي (ق. 1750 - 1825) فقيه أصولي وأديب وشاعر عربي. وُلد في النجف ونشأ فيها، وعاش فترةً في الحلة، متصلًا بمختلف الشخصيات البارزة في عصره، وشارك في العديد من المنازعات والخلافات الاجتماعية والدينية. اشتهر بعلمه في الفقه والأصول والمنطق، وخلّف ما يقارب عشرين كتاباً في مجالات مختلفة من العلوم العقلية والنقلية، فضلاً عن مؤلفات في التاريخ والوعظ والأدب، إضافةً إلى ديوان شعري. عانى الفقر طوال حياته، ومع ذلك بقي نشطاً في التعليم والتأليف والتحقيق، ويُعد من أبرز الشخصيات العلمية والأدبية في النجف في زمانه. كان له صدام مع الشيخ جعفر كاشف الغطاء، زوج شقيقته وأولاده، بما في ذلك الشيخ موسى، وامتدت هذه المنازعات إلى مواجهات دينية واجتماعية، أفضت إلى تبادل الهجوم والطرد والتوبيخ، وتعرض خلالها للضرب والإهانة على يد بعض أتباع المشايخ، وسُحب في الطرقات. 

## سيرته
هو محمد بن يونس بن راضي بن شُويهِي الظويهري الحميدي الربعي النجفي. وُلد في النجف  بين 1160-1163 هـ/1747-1750م ونشأ بها. تتلمذ على أعلامها منهم محمد مهدي الطباطبائي بحر العلوم وجعفر كاشف الغطاء، كما تتلمذ عليه جمع من العلماء. عُرف بتضلعه في الفقه والأصول والمنطق، وكان فقيهاً إمامياً وباحثاً في علوم الدين، وأقام بعض الوقت في الحلة. ورغم انشغاله بالتدريس والتأليف والتحقيق، عاش في ضيق وعسر من المعيشة، فقيراً معدماً، وبقي مغموراً حتى وفاته في النجف سنة 1240هـ/1825م. 
أشارت بعض الروايات إلى موقفه الناقد للمجتمع الديني السائد آنذاك، المتمثل في زعامة جعفر كاشف الغطاء والمدرسة العلمية المرتبطة به، إذ يُذكر أنه أبدى تبرّمه من بعض مظاهر هذا الوسط، رغم أنه في الوقت نفسه مدح شخصياتٍ أقل شأناً من الزعامة الدينية الكبرى. كما يُجمع المترجمون له على أنه لم يعش حياةً يسيرة الحال، بل عانى الفقر، بالرغم من امتلاكه أدوات العلم والأدب، وتدل أشعاره على أنه لم يتخذ الشعر وسيلة للتكسّب، على خلاف بعض العلماء والأدباء الذين وظّفوا نتاجهم الأدبي لمعيشتهم.
كان طرفاً في واحدة من أبرز المواجهات الفكرية والاجتماعية في النجف آنذاك، والمعروفة بـ"معركة الطبل والحبل"، والتي وُصفت بأنها مثّلت تحدياً للتيار الديني الذي كان يقوده جعفر كاشف الغطاء بسلطته ونفوذه. ويرى بعض الباحثين، ومنهم علي الخاقاني، أنّه كان في مقدمة هذه المواجهة، واستطاع استقطاب أنصار من بين العلماء والأعيان فضلاً عن عامة الناس. وتطرح الروايات المتصلة بسيرته صورة مركبة تجمع بين التبحّر في العلوم الدينية والثقافية من جهة، ومعاناة الفقر والحرمان وموقفه الناقد للمجتمع الديني القائم من جهة أخرى.
تصف بعض المصادر محمد بن يونس بأنه شاعر فقيه متمرّد، سخّر قدراته في إطار مواقفه الاجتماعية والسياسية، كما يظهر ذلك في رسائله ومقدمات عدد من مؤلفاته العلمية.
يرى عبد الله الخاقاني أن ما تبقّى من شعره يكشف عن موهبة شعرية تمثّلت بشخصيات كبار شعراء العرب، فجاءت ألفاظه ومعانيه مشحونة بطاقة قادرة على إحداث توتر وإثارة في ذهن القارئ، وهي من السمات المميزة للشعر الأصيل الخلّاق.  أما علي الخاقاني، فقد وصف شعره بالهبوط، مشيراً إلى أنه يشتمل على بعض الألفاظ العامية والأخطاء النحوية والخلل العروضي. ويعتبر عبد الله الخاقاني أنّ هذا النقد ليس في محله، فالشاعر لم يلجأ إلى الألفاظ العامية عجزاً أو ضعفاً في البلاغة، إذ كانت ملكته اللغوية قادرة على الإتيان بالفصيح. ويشير إلى أنّ استعماله لتلك المفردات كان مقصوداً في مراسلاته الشعرية ومدائحه لبعض زعماء القبائل والعشائر، بغية التأثير فيهم وإيصال فكرته بلسان مألوف لديهم، ومن هنا نشأت أيضاً بعض الهفوات النحوية التي أُخذت عليه.ويرى كذلك أنّ ما اعتُبر أخطاءً عروضية في شعره قد يكون نتيجة أخطاء النسّاخ، مشيراً إلى أنّ القصائد، بما فيها تلك التي أوردها علي الخاقاني في «شعراء الغري»، تكشف عن تمكّن محمد بن يونس من فن الشعر. ويضيف أنّه كان يواجه خصوماً قادرين على الإساءة إليه حتى بعد وفاته، كما تعرض خلال حياته للضرب والإهانة أمام الجمهور، ما يجعل من غير المرجح أن تكون هذه الأخطاء مقصودة.

## مؤلفاته
من مؤلفاته:
- «أنيس الناظر في حكايات الأوائل و الأواخر»: ذكر فيه نسبه وبعض أحواله
- «ايقاط الراقدين»: ذكر فيه بعض أحواله والوعظ في الحلة والحسكة والمعدان وسائر القرى سنة 1211 هـ/1796م
- «البحر المحيط»: في الأصول، ثلاث مجلدات، لم يتم.
- «براهين العقول»: في شرح تهذيب الأصول للحلي، مجلدان، فرغ منه سنة 1230هـ/1815م
- «بهجة الراغب إلى شرح بغية الطالب»
- «الجمانة البحرية»: في اللغة وهي مختصرة من بعض الكتب.
- «الحجر الدامغ»: في المواعظ.
- «حياة القلوب»: في ثلاثة أبواب، ألفه عام 1224 هـ/1810م، في المواعظ
- «خلاصة الحساب»: شرح على خلاصة الحساب، فرغ منها سنة 1218هـ/1803م
- ديوان شعره
- «سرور الواعظين»: في جمع اشعار المواعظ من انشائه وانشاء غيره
- «شرح الأمثال العامية»: الدائرة على لسان معاصريه، يذكر منشأ المثل وشرح ألفاظه على طريقة مجمع الأمثال.
- «شرح خلاصة الحساب»: لبهاء الدين العاملي
- «شرح القصائد العلويات السبع» لابن أبي الحديد
- «شرح منظومة الدرة النجفية»
- «ضياء الأذهان»
- «العروة الوثقى»
- «مناظرات المجتهدين في أدلة أحكام الدين
- «منية اللبيب»: في شرح التهذيب للتفتازاني، في علم المنطق
- «مناهج الأحكام»: شرح درة للبحر العلوم
- مجموع رسائله إلى الأعيان والعلماء والزعماء والحكام.
- «مختلف الأنظار ومطرح الأفكار»: في أصول الفقه، ستة مجلدات
- «ميزان العقول في كشف أسرار غوامض حقائق مسائل المعقول»: في المنطق، مجلدين، شرح به حاشية عبد الله اليزدي
- «موقض الراقدين ومنبه الغافلين»: مواعظ، مجلدين، ألفه عام 1228 هـ/1813م